# Machiko Kyō
Machiko Kyō (京 マチ子, Kyō Machiko, Osaka, 25 de março de 1924 – Tóquio, 12 de maio de 2019) foi uma atriz japonesa que atuou principalmente na década de 1950.

## Biografia
Kyō, filha única, nasceu com o nome Yano Motoko em Osaka, no ano de 1924. Seu pai a abandonou quando ela tinha cinco anos de idade e ela foi criada por sua mãe e avó. Ela adotou Machiko Kyō como seu nome artístico quando ela entrou na companhia Osaka Shochiku Kagekidan em 1936, aos 12 anos de idade. Ela treinou como uma dançarina antes de entrar na indústria cinematográfica através de Daiei Film em 1949. Dois anos mais tarde, ela alcançou fama internacional como protagonista feminina no filme de Akira Kurosawa, Rashomon, que ganhou o primeiro prêmio no Festival de Cinema de Veneza e surpreendeu o público com sua narrativa não-linear.
Ela estrelou em muitas outras produções japonesas, incluindo os filmes de Ugetsu (1953) de Kenji Mizoguchi, Jigokumon (1953) de Teinosuke Kinugasa, Kagi (1959) de Kon Ichikawa, e Ukigusa (1959) de Yasujiro Ozu.
Pelo seu papel como Lotus Blossom, uma jovem gueixa, no filme americano The Teahouse of the August Moon (1956) atuando ao lado de Marlon Brando e Glenn Ford, ela recebeu uma indicação ao Globo de Ouro de 1957.
Kyō continuou a atuar nos seus 80 anos. Seu último papel foi na série dramática da NHK, Haregi Koko Ichiban em 2000. Em 2017, ela foi agraciada com um prêmio de mérito no 40º Prêmio da Academia Japonesa.
Kyō morreu de insuficiência cardíaca em 12 de maio de 2019, em Tóquio, aos 95 anos.

## Filmografia Selecionada
- Rashomon (1950)
- Genji Monogatari (1951)
- Ugetsu (1953)
- Ani imoto (1953)
- Jigokumon (1953)
- Sen-hime (1954)
- Yōkihi (1955)
- Tōjūrō no Koi (1955)
- Akasen chitai (1956)

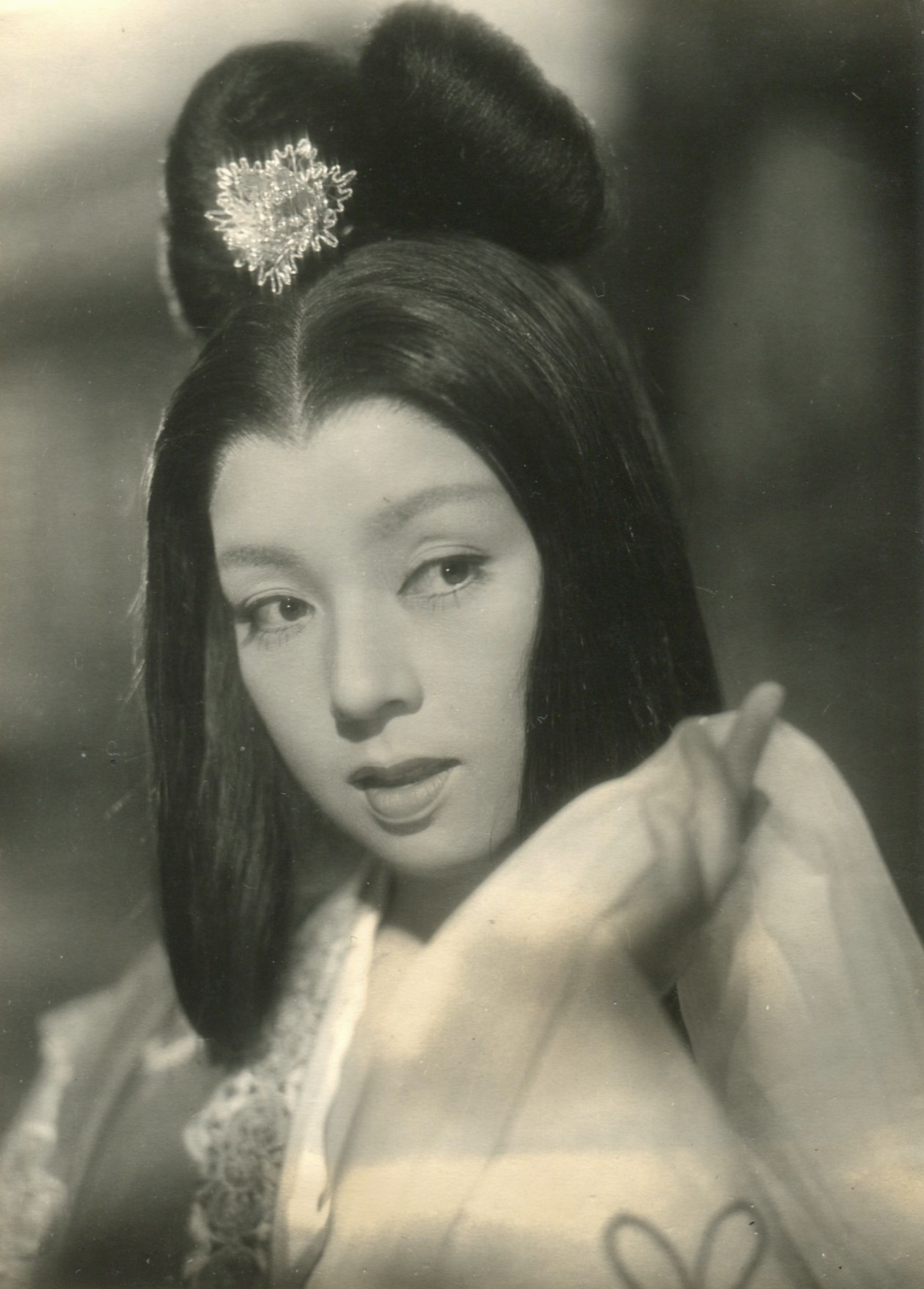
Kyō em Yōkihi (1955)

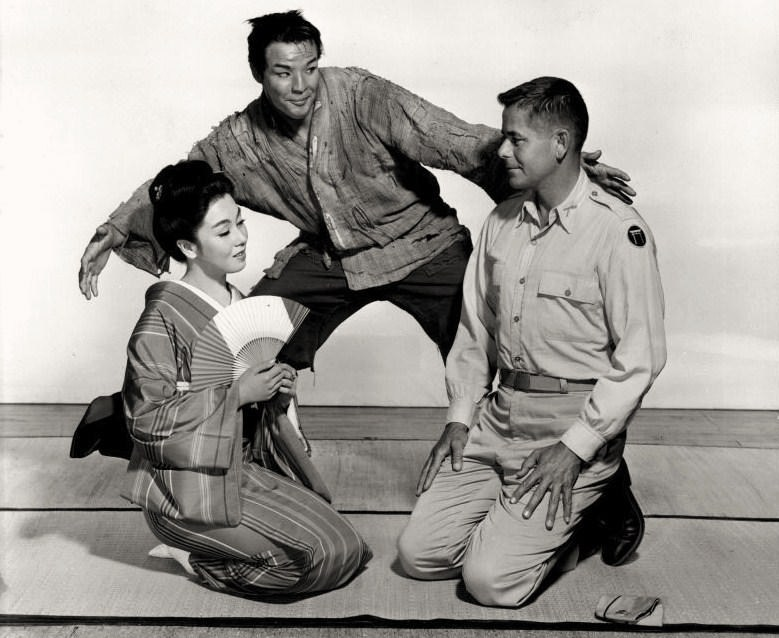
Machiko Kyō, Marlon Brando e Glenn Ford em The Teahouse of the August Moon (1956)

- The Teahouse of the August Moon (1956)
- Ana (1957)
- Yūrakuchō de Aimashō (1957)
- Chushingura (1958)
- Kanashimi wa onna dakeni (1958)
- Ōsaka no onna (1958)
- Ukigusa (1959)
- Kagi (1959)
- Jokyō (1960)
- Ruten no ōhi (1960)
- Tanín no Kao (1966)
- Otoko wa Tsurai yo: Torajirō Junjō Shishū (1976)[1]

## Honras
- Medalha com Fita Roxa (1987)[9][10]
- Ordem da Coroa Preciosa, 4ª Classe, Glicínias (1994)[9][10]